# Великая Екатерина (пьеса)
«Великая Екатерина» (англ. Great Catherine: Whom Glory Still Adores) — одноактная комедия Бернарда Шоу в четырёх сценах. Написана в 1913 году, впервые была поставлена 18 ноября 1913 года на сцене лондонского театра «Водевиль». Пьеса описывает приключения чопорного английского джентльмена при дворе любвеобильной российской императрицы Екатерины II.
Полное авторское название пьесы: «Великая Екатерина: которую до сих пор овевает слава. Маленький скетч из жизни русского двора XVIII века». В это название Шоу иронически вставил цитату из поэмы Байрона «Дон-Жуан» (песнь VI, строфа XCII):
   In Catherine’s reign, whom glory still adores,

   As greatest of all sovereigns and whores.
Шоу написал эту пьесу для популярной актрисы, менеджера и художницы Гертруды Кингстон:

Те, кто видел мисс Гертруду Кингстон в роли Екатерины, легко поверят, что своим существованием настоящая пьеса обязана её, а не моему, таланту. Однажды я дал мисс Кингстон профессиональный совет играть королев… дело кончилось тем, что мне пришлось написать «Екатерину Великую», чтобы оправдать свой совет.

Пьеса выдержала в Лондоне 30 представлений.
Современный русский перевод выполнила Галина Островская, он содержится в шеститомнике «Полное собрание пьес Бернарда Шоу», 1979.

## Основные действующие лица
| Персонаж                                | В английском оригинале | Пояснения                                   |
| --------------------------------------- | ---------------------- | ------------------------------------------- |
| Екатерина II, императрица всероссийская | Catherine II           |                                             |
| Эдстейстон, драгунский капитан          | Edstaston              |                                             |
| Клэр, его невеста                       | Claire                 |                                             |
| Потёмкин, фаворит императрицы           | Patiomkin              | «Самый одарённый человек в России» (Б. Шоу) |
| Варенька, племянница Потёмкина          | Varinka                |                                             |
| Нарышкин, придворный гофмейстер         | Naryshkin              |                                             |

## Сюжет
Сцена 1. 1776 год, Санкт-Петербург, кабинет князя Потёмкина. Мертвецки пьяный Потёмкин принимает капитана Эдстейстона. Красавец-капитан передаёт ему рекомендательное письмо английского посла и просит об аудиенции у императрицы, чтобы проинформировать её о ситуации с мятежом в американских колониях. После небольшой потасовки Потёмкин проникается к Эдстейстону уважением и предлагает тому драгоценные камни в подарок. Капитан подарок отклоняет; потрясённый Потёмкин допытывается, в самом ли деле он англичанин, потому что до сих пор ни один англичанин не отказывался брать то, что ему предлагают. Восхищённый Потёмкин сообщает племяннице Вареньке «Он позабавит царицу» и решает немедленно представить англичанина императрице, предупредив: «Не пытайтесь стать царём России».
Сцена 2. Утренний приём у императрицы. Потёмкин врывается, держа Эдстейстона в охапке, и швыряет его на стоящую у стены кровать Екатерины, после чего падает сам, изображая пьяное беспамятство. Варенька сообщает Екатерине, что англичанин восхищён императрицей, и Эдстейстон из галантности вынужден это подтвердить. Екатерина награждает его улыбкой и даёт поцеловать руку, после чего удаляется в будуар и посылает княгиню Дашкову за англичанином. Присутствующие придворные раболепно кланяются новому фавориту. Перепуганный Эдстейстон, к общему ужасу, стремительно убегает.
Сцена 3. Сад на набережной Невы у дома, где остановилась семья Клэр, невесты Эдстейстона. Возбуждённый жених сообщает Клэр, что им надо немедленно уезжать. Клэр уходит сообщить об этом матери. Появляются солдаты, после отчаянной драки связывают и уносят Эдстейстона. Клэр мчится во дворец, чтобы выручить жениха.
Сцена 4. Комната во дворце императрицы, в соседнем зале проходит бал. Нарышкин и солдаты вносят связанного Эдстейстона. Входит Екатерина и холодно произносит: «Мне пришлось посылать за вами дважды». Эдстейстон уточняет: «Меня оба раза приносили… Я — англичанин, вы можете похитить меня, но не запугать… Право, вы должны извиниться передо мной».
Екатерину против воли это забавляет, она отпускает Нарышкина с солдатами и садится возле пленника. Эдстейстон взвизгивает: « А-а!   Я  должен  попросить  ваше императорское величество не тыкать меня вашей императорской ножкой под рёбра. Я боюсь щекотки». Екатерина, которую всё больше развлекает эта сцена, читает и комментирует французскую газету со свежим памфлетом Вольтера. На дерзкие реплики пленника в отношении Вольтера следует новый сеанс щекотки. Врывается Клэр, уверенная, что её суженого жестоко пытают. Екатерина и Клэр совместными усилиями освобождают Эдстейстона от пут. Напоследок английский джентльмен даёт императрице совет вести себя прилично и уходит. Ошарашенная Екатерина, которая как раз организует музей, говорит, что английский джентльмен стал бы там лучшим экспонатом.

## Идейно-художественные мотивы
В предисловии к пьесе («Авторская защита „Великой Екатерины“») Шоу подчёркивает свой постоянный мотив — лишение исторических деятелей романтического ореола. Аналогичный подход отчётливо виден и в других пьесах Шоу, например: «Цезарь и Клеопатра», «Святая Иоанна» и другие. Шоу пишет:

Многие выражают протест против названия этого явного балагана на том основании, что показанная здесь Екатерина — не Екатерина Великая, а та Екатерина, любовные интриги которой дают материал для самых фривольных страниц современной истории. Екатерина Великая, говорят мне, это женщина, чья дипломатия, чьи военные кампании и победы, чьи планы либеральных реформ, чья переписка с Гриммом и Вольтером позволили ей стать крупнейшей фигурой восемнадцатого столетия. В ответ я могу лишь признаться, что ни дипломатические, ни военные победы Екатерины меня не интересуют.
Для меня ясно, что ни Екатерина, ни сановники, с которыми она разыгрывала свои каверзные партии в политические шахматы, не имели ни малейшего представления о реальной истории своего времени или о реальных силах, формировавших Европу того времени… Все эти Петры, Елизаветы и Екатерины были великими сентиментальными комедиантами, которые исполняли свои роли царей и цариц, как актёры-эксцентрики, разыгрывая сцена за сценой безудержную арлекинаду, где монарх выступает то как клоун, то — прискорбный контраст — в застенке, как демон из пантомимы, пугающий нас злодеяниями, не забывая при том обязательных альковных похождений небывалого размаха и непристойности.

Тем не менее Шоу с уважением относится к русской императрице: «Мало того, что Екатерина оспаривает у Фридриха Великого репутацию умнейшего монарха Европы, она вполне  может притязать на то, чтобы слыть самой умной и привлекательной женщиной своего времени». Шоу признаёт сходство сюжета пьесы с одним из эпизодов поэмы Байрона «Дон-Жуан». При этом испанского дворянина Шоу заменил на английского джентльмена, который выходит из опасного положения благодаря простодушию, искренности и вытекающей из них твёрдости (дон Жуан, в отличие от персонажа Шоу, не отказывается от благоволения Екатерины).

## Некоторые постановки в СССР и в России
Первую постановку в России осуществил Государственный Василеостровский театр (Петроград, 1923 год). В следующем, 1924 году появилась постановка мастерской Передвижного театра.
- 1990-е годы: Театр на Литейном (Санкт-Петербург, Геннадий Тростянецкий)[6].
- 1998 год: Московский драматический театр имени М. Н. Ермоловой (Владимир Андреев)[7].
- 2018 год: Театр на Таганке (Москва, Эрвин Гааз)[8].

## Переделки и экранизации
В 1923 году по мотивам пьесы Шоу была создана опера, показанная на майском фестивале в Висбадене.
Вскоре после начала регулярного телевизионного вещания в Великобритании (1948 год) было не менее трёх телепостановок «Великой Екатерины». В одной из них (1953 год) в роли Екатерины снялась американская актриса и певица Мэри Эллис.
В 1968 году вышел на экраны 99-минутный британский фильм «Великая Екатерина» с большими дополнениями; в этом фильме снялись:
- Питер О'Тул (Эдстейстон)
- Зеро Мостел (Потёмкин)
- Жанна Моро (Екатерина)
- Анджела Скулар (Клэр)
- Кейт О’Мара (Варенька)
- Аким Тамиров (сержант)
- Джек Хокинс (посол)
- Мари Лор (вдова, леди Горс)